# سعد جاسم
سعد جاسم (انگلیسی: Saad Jassim; ۴ اوت ۱۹۵۹ – ۸ آوریل ۲۰۱۹) بازیکن فوتبال اهل عراق بود.
وی به‌همراه تیم ملی فوتبال عراق در بازی‌های المپیک تابستانی ۱۹۸۰ شرکت کرده‌است.